# Орр, Бенджамин (певец)
Бе́нджамин «Бен» Орр (англ. Benjamin „Ben“ Orr; имя при рождении — Бенджамин Ошеко́вски[уточнить] (англ. Benjamin Orzechowski), род. 8 сентября 1947 года в Лейквуде, Огайо, США — ум. 3 октября 2000 года в Атланте, Джорджия, США) — американский рок-исполнитель и бас-гитарист, наиболее известный как основатель и участник рок-группы «The Cars».

## Биография
Бенджамин Ошековски родился в Лейквуде (штат Огайо), в семье выходцев из Российской империи и Чехословакии. Его мать, Элизабет (Елизавета или Альжбета Бенова), была карпатской русинкой, родившейся в современном восточнословацком Койшове, а отец, Чарльз Ожеховский —  поляком, родившимся в современной Украине. Оба были набожными греко-католиками.
Вырос в Кливленде. С детства проявлял музыкальные таланты: поначалу Бен пародировал Элвиса Пресли в семейном кругу, затем в подростковом возрасте обучился игре на гитаре, бас-гитаре, клавишных и ударных инструментах. После отчисления из школы выступал в качестве сессионного гитариста, а также принимал участие в съёмках местного развлекательного телевизионного шоу.
На одной из репетиций Бен Орр познакомился с Риком Окасеком, с которым в дальнейшем начал совместные выступления сначала в качестве клавишника, а вскоре как гитарист. В 1976 году Орр и Окасек вошли в состав группы гитариста Эллиотта Истона «Cap’n Swing»; позднее вместе с другими музыкантами ими был образован коллектив «The Cars».
Дебютная запись нового коллектива, демо «Just What I Needed», вошла в трансляцию некоторых местных радиостанций. Второй альбом группы, «Candy-O» (1978), получил статус платинового. Орр выступал в составе «The Cars» в качестве вокалиста и бас-гитариста; он исполнял вокальные партии в ряде хитов группы, в частности, в песне «Drive», вошедшей в первую тройку поп-чарта «Billboard». После 1986 года деятельность «The Cars» была приостановлена, примерно в то же время Бенджамин Орр начинает сольную карьеру, выпустив ставшую хитом песню «Stay The Night», вошедшую на его единственный сольный альбом «The Lace».
В конце 1990-х годов Орр начинает совместные выступления с группой «Big People».
В апреле 2000 года был госпитализирован, после чего ему был поставлен диагноз «рак поджелудочной железы». 3 октября того же года в возрасте 53 лет Бенджамин Орр скончался от рака в своём доме в Атланте.

## Сольная дискография

### Альбомы
- «The Lace» (1986) —  US Billboard 200 #86[7]

### Синглы
- «Stay The Night» (1986) —  US Hot 100 #24, US Mainstream Rock #6, US Adult Contemporary #2[7]
- «Too Hot To Stop» (1986) —  US Mainstream Rock #25[7]